# Tropicomyia polyphyta
Tropicomyia polyphyta är en tvåvingeart som beskrevs av Otto Kleinschmidt 1961. Tropicomyia polyphyta ingår i släktet Tropicomyia och familjen minerarflugor. Inga underarter finns listade i Catalogue of Life.